# 山生柳
山生柳（学名：Salix oritrepha）是杨柳科柳属的植物，是中国的特有植物。分布于中国大陆的青海、四川、西藏、甘肃等地，生长于海拔3,200米至4,300米的地区，常生于山脊、山坡、沟河边或灌丛，目前尚未由人工引种栽培。

## 异名
- Salix oritrepha Schneid. var. glabra C. F. Fang